# 国際物理オリンピック
国際物理オリンピック（こくさいぶつりオリンピック、IPhO : International Physics Olympiad）とは、高校生を対象とする物理学の理論問題と実験問題のコンテストである。
物理学のコンテストは1916年にハンガリーで行われたものが最初であるといわれている。1967年にポーランドで第1回国際物理学オリンピックが開催された。

## 試験
国際物理学オリンピックには各国5人の選手が出場できる。IPhOには理論の部と実験の部があり、理論の部は5時間で問題を3問解くようになっている。問題はヨーロッパ第1課程レベルの物理の範囲から出題され、日本の高校生が既習でない分野には特殊相対性理論などが含まれる。試験ではプログラム機能のない電卓を使用することができる。実験の部ではあらかじめ決められた採点規準にそって採点が行われる。

## メダル授与
- 銅（およびそれを超える授与）：参加者全体のトップ50%に対して授与
- 銀（およびそれを超える授与）：参加者全体のトップ25%に対して授与
- 金：参加者全体のトップ8%に対して授与

最高スコア者（Absolute Winner 絶対勝者）は、金の授与に加え特別に表彰される（日本人受賞者は1名）。また参加者全員に参加を証明する証明書が付与される。

## 大会の開催地

### 過去の開催地
| 開催次 | 年   | 開催国                      | 都市                                                               |
| ------ | ---- | --------------------------- | ------------------------------------------------------------------ |
| 1      | 1967 | ポーランド                  | ワルシャワ                                                         |
| 2      | 1968 | ハンガリー                  | ブダペスト                                                         |
| 3      | 1969 | チェコスロバキア            | ブルノ                                                             |
| 4      | 1970 | ソビエト連邦                | モスクワ                                                           |
| 5      | 1971 | ブルガリア                  | ソフィア                                                           |
| 6      | 1972 | ルーマニア社会主義共和国    | ブカレスト                                                         |
|        | 1973 | 未開催                      |                                                                    |
| 7      | 1974 | ポーランド                  | ワルシャワ                                                         |
| 8      | 1975 | 東ドイツ                    | ギュストロー                                                       |
| 9      | 1976 | ハンガリー                  | ブダペスト                                                         |
| 10     | 1977 | チェコスロバキア            | フラデツ・クラーロヴェー                                           |
|        | 1978 | 未開催                      |                                                                    |
| 11     | 1979 | ソビエト連邦                | モスクワ                                                           |
|        | 1980 | 未開催                      |                                                                    |
| 12     | 1981 | ブルガリア                  | ヴァルナ                                                           |
| 13     | 1982 | 西ドイツ                    | マレンテ                                                           |
| 14     | 1983 | ルーマニア社会主義共和国    | ブカレスト                                                         |
| 15     | 1984 | スウェーデン                | シグトゥーナ                                                       |
| 16     | 1985 | ユーゴスラビア              | ポルトローズ                                                       |
| 17     | 1986 | イギリス                    | ハーロウ・ロンドン特別区                                           |
| 18     | 1987 | 東ドイツ                    | イェーナ                                                           |
| 19     | 1988 | オーストリア                | バート・イシュル                                                   |
| 20     | 1989 | ポーランド                  | ワルシャワ                                                         |
| 21     | 1990 | オランダ                    | フローニンゲン                                                     |
| 22     | 1991 | キューバ                    | ハバナ                                                             |
| 23     | 1992 | フィンランド                | ヘルシンキ                                                         |
| 24     | 1993 | アメリカ合衆国              | ウィリアムズバーグ                                                 |
| 25     | 1994 | 中国                        | 北京市                                                             |
| 26     | 1995 | オーストラリア              | キャンベラ                                                         |
| 27     | 1996 | ノルウェー                  | オスロ                                                             |
| 28     | 1997 | カナダ                      | サドバリー                                                         |
| 29     | 1998 | アイスランド                | レイキャヴィーク                                                   |
| 30     | 1999 | イタリア                    | パドヴァ                                                           |
| 31     | 2000 | イギリス                    | レスター                                                           |
| 32     | 2001 | トルコ                      | アンタルヤ                                                         |
| 33     | 2002 | インドネシア                | バリ島                                                             |
| 34     | 2003 | 台湾                        | 台北市                                                             |
| 35     | 2004 | 韓国                        | 浦項市                                                             |
| 36     | 2005 | スペイン                    | サラマンカ                                                         |
| 37     | 2006 | シンガポール                | シンガポール                                                       |
| 38     | 2007 | イラン                      | イスファハン                                                       |
| 39     | 2008 | ベトナム                    | ハノイ                                                             |
| 40     | 2009 | メキシコ                    | メリダ                                                             |
| 41     | 2010 | クロアチア                  | ザグレブ                                                           |
| 42     | 2011 | タイ                        | バンコク                                                           |
| 43     | 2012 | エストニア                  | タルトゥおよびタリン                                               |
| 44     | 2013 | デンマーク                  | コペンハーゲン                                                     |
| 45     | 2014 | カザフスタン                | アスタナ                                                           |
| 46     | 2015 | インド                      | ムンバイ                                                           |
| 47     | 2016 | スイス / リヒテンシュタイン | チューリッヒ                                                       |
| 48     | 2017 | インドネシア                | ジョグジャカルタ                                                   |
| 49     | 2018 | ポルトガル                  | リスボン                                                           |
| 50     | 2019 | イスラエル                  | テルアビブ                                                         |
| 51     | 2020 | 開催中止                    |                                                                    |
| 52     | 2021 | リトアニア                  | ヴィリニュス                                                       |
| 53     | 2022 | スイス                      | ベラルーシが開催資格を剥奪されたため、代替国家によるオンライン開催 |
| 54     | 2023 | 日本                        | 東京                                                               |

### 今後の開催予定地
| 開催次 | 年   | 開催国     | 都市         |
| ------ | ---- | ---------- | ------------ |
| 55     | 2024 | イラン     | イスファハン |
| 56     | 2025 | フランス   |              |
| 57     | 2026 | コロンビア |              |
| 58     | 2027 | ハンガリー |              |
| 59     | 2028 | 韓国       |              |
| 60     | 2029 | エクアドル |              |

## 各国の参加

### 参加国
最初は東欧諸国のみの参加だったが、1973年以降、東欧圏以外の国々も参加するようになった。日本は、2006年のシンガポールで行われた大会から参加している。

### 日本

#### 代表選考
日本では、全国物理コンテスト物理チャレンジにおいて代表選手を選考している。

#### 日本の成績
公式には全体順位を公表しないことになっているものの、非公式には算出されている。
- 2006年 金 0人 銀 1人 銅 3人 褒賞 1人 25位[1]
- 2007年 金 2人 銀 2人 銅 1人 褒賞 0人 5位[2]
- 2008年 金 1人 銀 1人 銅 1人 褒賞 2人 18位[3]
- 2009年 金 2人 銀 1人 銅 2人 褒賞 0人 10位[4]
- 2010年 金 0人 銀 1人 銅 3人 褒賞 1人 33位[5]
- 2011年 金 3人 銀 2人 銅 0人 褒賞 0人 7位[6]
- 2012年 金 2人 銀 3人 銅 0人 褒賞 0人 8位[7]
- 2013年 金 0人 銀 2人 銅 3人 褒賞 0人 24位[8]
- 2014年 金 0人 銀 4人 銅 1人 褒賞 0人 19位[9]
- 2015年 金 1人 銀 2人 銅 2人 褒賞 0人 12位[10]
- 2016年 金 3人 銀 1人 銅 1人 褒賞 0人 6位[11]
- 2017年 金 2人 銀 3人 銅 0人  ※うち一人Absolute Winner（世界一位）褒賞 0人 11位[12]
- 2018年 金 1人 銀 4人 銅 0人 褒賞 0人 11位[13]
- 2019年 金 1人 銀 4人 銅 0人 褒賞 0人 10位[14]
- 2021年 金 1人 銀 3人 銅 1人 褒賞 0人 11位[15]
- 2022年 金 0人 銀 3人 銅 2人 褒賞 0人 20位
- 2023年 金 2人 銀 3人 銅 0人 褒賞 0人 8位
- 2024年 不参加[16]
- 2025年 金 3人 銀 2人 銅 0人 褒賞 0人 5位

#### 日本人金メダリスト
- 高倉理（灘高等学校）2007年
- 村下湧音（灘高等学校）2007年，2008年
- 蘆田祐人（慶應義塾高等学校） 2009年
- 東川翔（茨城県立水戸第一高等学校） 2009年
- 佐藤遼太郎（秀光中等教育学校）2011年
- 山村篤志（灘高等学校）2011年
- 榎優一（灘高等学校）2011年，2012年
- 笠浦一海（開成高等学校） 2012年
- 渡邉明大（東大寺学園高等学校） 2015年，2016年，2017年 (Absolute Winner)
- 福澤昂汰（筑波大学附属駒場高等学校） 2016年
- 吉田智治（大阪星光学院高等学校）2016年
- 吉見光祐（灘高等学校）2017年
- 大倉拓真（岡山県立岡山朝日高等学校）2018年
- 千葉遼太郎（筑波大学附属駒場高等学校）2019年
- 楠元康生（久留米大学附設高等学校）2021年
- 今村晃太朗（大手前丸亀高等学校）2023年
- 田中優希（灘高等学校）2023年
- 角谷賢斗（開成高等学校）2025年
- 濱田泰成（灘高等学校）2025年
- 佐藤耀大（横浜市立横浜サイエンスフロンティア高等学校）2025年

#### 日本チームキャプテン
- 2006年 野添嵩（ラ・サール高等学校）
- 2007年 高倉理（灘高等学校）
- 2008年 村下湧音（灘高等学校）
- 2009年 蘆田祐人（慶應義塾高等学校）
- 2010年 濱崎立資（栄光学園高等学校）
- 2011年 山村篤志（灘高等学校）
- 2012年 川畑幸平（灘高等学校）
- 2013年 榎優一（灘高等学校）

## アジア物理オリンピック
アジア物理オリンピック (APhO) は、アジアおよびオセアニア地域の高校生を対象とした毎年開催される物理コンテストである（ヨーロッパからの参加もあり）。APhO は国際物理オリンピックと同様の形態で実施される (5 時間の理論試験が 1 回、実験室試験が 1 回または 2 回)。 各国の代表選手は最大8名で、日本は2021年より参加している。

### 日本人金メダリスト
- 楠元康生（久留米大学附設中学校・高等学校）2021年
- 岩下幸生（市立札幌開成中等教育学校）2023年